# انپروستیل
انپروستیل (انگلیسی: Enprostil) یک پروستاگلاندین مصنوعی است که شبیه دینوپروستون است. انپروستیل یک مهارکننده بسیار قوی ترشح اسید هیدروکلریک معده است. این دارو یک آنالوگ پروستاگلاندین E2 است اما برخلاف این پروستاگلاندین که به هر چهار گیرنده سلولی یعنی گیرنده های EP1، EP2، EP3 و EP4 متصل می شود و فعال می کند، انپروستیل آگونیست گیرنده انتخابی تری است که عمدتاً به گیرنده متصل می شود و آن را فعال می کند. گیرنده EP3